# محمد الظاهر بأمر الله
أمِيرُ اَلْمُؤْمِنِين وَخَلِيفَةُ المُسْلِمِين أبُو النَّصْر مُحَمَّد الظَّاهِر بأمر الله بن أحمَد النَّاصِر بن الحَسَن المُسْتَضِيء بن يُوسف المُسْتَنْجِد بن مُحَمَّد المُقْتَفي بن أحمَد المُسْتَظْهِر اَلْعَبَّاسِي اَلْهَاشِمِيِّ اَلْقُرَشِيِّ (571 - الثَّالِث عَشَر من رَجَب 623 هـ / 1158 - العاشِر من يُوليو 1226 م)، المعرُوف اختصارًا باسم الظَّاهِر أو الظَّاهِر بأمر الله، هو الخليفة الخامِس والثَّلاثُون من خُلفاء بَني العبَّاس.
أبو النصر محمد الظاهر بأمر الله بن أحمد الناصر (571- 623هـ/ 1175 - 1226 م)، هو الخليفة العباسي الخامس والثلاثين، حكم في بغداد بين عامي 1225 و1226 م. تولى الحكم بعد أبيه الناصر لدين الله وهو في الثانية والخمسين من عمره بينما حاول الظاهر أن يحكم باعتدال أكثر من أبيه فقام بتقليل الضرائب وبنى جيشاً قوياً.
قال عنه ابن الأثير: «لما ولّي الظاهر الخلافة أظهر من العدل والإحسان ما أعاد به سنة العُمَرين، فلو قيل: إنه ما ولي الخلافة بعد عمر بن عبد العزيز مثله لكان القائل صادقًا»، ومما حكي عن عدله أن صاحب الديوان قدم من واسط ومعه أزيد من مائة ألف دينار من ظلم، فردها على أربابها، وأخرج أهل الحبوس. كان كريما على العلماء والصلحاء، فيروى عنه أنه فرق ليلة عيد النحر مائة ألف دينار عليهم، وقيل له: «هذا الذي تخرجه من الأموال لا تسمح نفس ببعضه»، فقال: «أنا فتحت الدكان بعد العصر فاتركوني أفعل الخير فكم بقيت أعيش؟». وقد روى الحديث عن والده بالإجازة، وروى عنه أبو صالح نصر بن عبد الرزاق بن الشيخ عبد القادر الجيلي. توفي بعد تسعة أشهر وخمسة عشر يوما من حكمه في 10 يوليو، 1226 م/13 رجب 623 هـ.

## نسبه ومولده
هو الظاهر بأمر الله محمد بن الناصر لدين الله أحمد بن المستضيء بأمر الله حسن بن المستنجد بالله يوسف بن المقتفي لأمر الله محمد العباسي الهاشمي القرشي، ولد في بغداد سنة 571هـ/ 1175م.

## خلافته
خطب له والده سنة 585هـ/1189م بولاية العهد في العراق وغيرها من البلاد، ثم قطع الخطبة له وخلعه من ولاية العهد؛ لأنه كان يميل إلى أبنه الصغير علي وبعد وفاة علي سنة 612هـ/1215م اضطر الخليفة إلى إعادة ابنه محمد لولاية العهد؛ لأنه لم يكن له ولد غيره، ولما توفي الخليفة الناصر لدين الله سنة 622هـ/ 1225م ولي محمد الخلافة وتلقب بالظاهر بأمر الله وهو ابن اثنان وخمسون سنة، ومكث في خلافته تسعة أشهر وخمسة عشر يومًا.

## وفاته
توفي في يوم الجمعة تاريخ 10 يوليو، 1226 م/13 رجب 623 هـ.